# Yarrella
Yarrella is een geslacht van straalvinnige vissen uit de familie van lichtvissen (Phosichthyidae). Het geslacht is voor het eerst wetenschappelijk beschreven in 1896 door Goode & Bean.

## Soorten
- Yarrella argenteola (Garman, 1899)
- Yarrella blackfordi Goode & Bean, 1896